# Hollywood/Western (Metro de Los Ángeles)
Hollywood/Western es una estación subterránea en la línea B del Metro de Los Ángeles y es administrada por la Autoridad de Transporte Metropolitano del Condado de Los Ángeles. La estación se encuentra localizada en Hollywood Boulevard y Western Avenue en Hollywood, California.

## Conexiones de autobús
Servicios del Metro
- Metro Local: 180, 181, 207, 217
- Metro Rapid: 757, 780